# 第7装甲師団 (ドイツ連邦陸軍)
第7装甲師団（ドイツ語：7. Panzerdivision）は、ドイツ連邦陸軍の師団のひとつ。2006年6月に解散した。師団の部隊は主にノルトライン＝ヴェストファーレン州、リップシュタット、ウンナおよびデュッセルドルフに駐屯していた。

## 歴史

### 第1次編制
1958年8月1日、第7擲弾兵師団として編成される。基幹部隊は1956年4月1日に編成された装甲教導大隊を母体にした第7装甲偵察大隊、第7整備大隊および第7軍楽隊第1次編成隊で構成された。1959年7月1日に全ての装甲戦闘群が揃い、リップシュタット近郊のリッペルブルッフ駐屯地で編成完結する。第2次編制では1958年から再編成が始まる。この間、師団長不在時はフライヘル・フォン・カンシュタイン大佐（Freiherr von Canstein）が師団長代行として1959年2月まで任に就いた。
1957年7月1日に第3装甲師団のC3装甲戦闘群がアウグストドルフにて本師団に編入し、これが第21装甲旅団に改称・編成される。旅団は第215装甲砲兵大隊、第212装甲擲弾兵大隊、第214戦車大隊で構成される。ヘーマーでは第203装甲擲弾兵大隊、第204戦車大隊が（のちの第20装甲旅団となる）編成された。第19装甲擲弾兵旅団はアーレン (ノルトライン＝ヴェストファーレン)およびミュンスター＝ハンドルフで隷下部隊が編成される予定であったが、遅れが生じ数個中隊が存在していたのみであった。1959年4月1日にアーレンにて旅団は編成完結する。師団は第2軍団に所属した。

### 第2次編制
第20装甲旅団などの編成は遅れていたが、はやくも1958年10月1日から装甲擲弾兵師団への改編が開始され、1959年3月16日に第7装甲擲弾兵師団に改称・改編する。これに合わせ師団司令部はウンナのヘルヴィック兵営（Hellweg-Kaserne）に移転する。1958年12月1日に第3軍団の編制替えのため一部の部隊は変更される。第19装甲旅団と第21装甲旅団（旧C3装甲戦闘群）が師団隷下におかれる。
師団直轄部隊は以下のようになっていた。
- 第7防空大隊は1960年1月15日にウンナで編成。その後ミュンスター＝ハンドルフのリュッツオー兵営に移駐。
- 第7砲兵連隊は1960年7月2日にアーレンで編成。1961年6月にデュルメンへ移駐。
- 第7工兵大隊は1960年11月17日にヘクスターで編成。
- 第7軍楽隊は1955年12月に編成された連邦軍軍楽隊を基にしている第12軍楽隊を1961年1月1日にアンダーナッハで師団隷下とし、1964年4月1日に第7軍楽隊に改称される。
- 第7特殊武器防護大隊は1961年4月1日にヘクスターで編成。

1962年11月10日に第7装甲擲弾兵師団は第2軍団に所属となり、第10装甲擲弾兵師団と第11装甲擲弾兵師団と共に北大西洋条約機構に結合される。1964年4月1日にヘーマーに所在していた第20装甲擲弾兵旅団が師団に編入され、3個旅団制となり複数の直轄部隊も編成完結する。これで第2次編制が完成する。

### 第3次編制
1970年に第20装甲旅団は再編成され、第100戦車連隊として第1軍団直轄部隊となるが1975年に師団に復帰する。1959年3月に編成された第196補給大隊は1973年4月1日に師団直轄の第7補給大隊として編入される。1974年1月1日には第7整備大隊が編成される。

### 第4次編制
第4次編制で師団改編が進められ、1980年10月1日に第7装甲師団に改称・改編され兵員18,000人と文民550人の規模の師団となる。NATO中央欧州連合軍では重要な役割を担った。特に柔軟反応戦略の下で第7装甲師団は、連合軍部隊の一角として戦略的重要地域であるノルトライン＝ヴェストファーレン州内のライン川防衛線構成を担当していた。
以下は1980年時点での師団編制
- 師団司令部　在ウンナ
- 第19装甲擲弾兵旅団　在アーレン
  - 第191装甲擲弾兵大隊
  - 第192装甲擲弾兵大隊　在アーレン
  - 第193装甲擲弾兵大隊　在ミュンスター＝ハンドルフ
  - 第194戦車大隊
  - 第195装甲砲兵大隊　在ミュンスター＝ハンドルフ
  - 第190装甲工兵中隊　在アーレン
  - 第190装甲猟兵中隊　在ミュンスター＝ハンドルフ
  - 第190補給中隊　在アーレン
  - 第190整備中隊　在ミュンスター＝ハンドルフ
- 第20装甲旅団　在ヘーマー
  - 第201戦車大隊　在ヘーマー
  - 第202装甲擲弾兵大隊
  - 第203戦車大隊　在ヘーマー
  - 第204戦車大隊　在アーレン
  - 第205装甲砲兵大隊　在デュルメン
  - 第200装甲工兵中隊　在ヘーマー
  - 第200装甲猟兵中隊　在ヴッペルタール、のちにヘーマー
  - 第200補給中隊　在ウンナ
  - 第200整備中隊　在
- 第21装甲旅団　在アウグストドルフ
  - 第211戦車大隊　在アウグストドルフ
  - 第212装甲擲弾兵大隊　在アウグストドルフ
  - 第213戦車大隊　在アウグストドルフ
  - 第214戦車大隊　在アウグストドルフ
  - 第215装甲砲兵大隊　在アウグストドルフ
  - 第200装甲工兵中隊
  - 第200装甲猟兵中隊　在アウグストドルフ
  - 第200補給中隊
  - 第200整備中隊　在アウグストドルフ
- 第7砲兵連隊　在デュルメン
  - 第71野戦砲兵大隊　在デュルメン
  - 第72ロケット砲兵大隊　在デュルメン、のちにヴッペルタール
  - 第73観測大隊　在デュルメン
- 師団直轄部隊
  - 第7防空大隊　在ボルケン
  - 第7装甲偵察大隊　在アウグストドルフ
  - 第7通信大隊　在リッペシュタット
  - 第7工兵大隊　在ヘクスター
  - 第7衛生大隊　在ハム
  - 第7補給大隊　在ウンナ
  - 第7整備大隊　在ウンナ
  - 第7陸軍航空隊　在ライネ＝ベントラーゲ
  - 第7軍楽隊　在デュッセルドルフ
  - 第7特殊武器防護大隊　在ヘクスター

### 冷戦終結後
冷戦終結後、陸軍は大規模な軍縮を実行に移す。1993年に第20装甲旅団が解散され、師団兵員は三分の一に縮小される。第3防衛管区と合併することになり司令部をデュッセルドルフに移転し第3防衛管区司令部 / 第7装甲師団に改称・改組される。1994年には第19装甲擲弾兵旅団が第1装甲師団に配転される。1994年から1996年まで第9装甲教導旅団が指揮下に入る。2001年には第14装甲旅団が隷下に入る。同年7月1日には第3防衛管区司令部から分離する。この際に陸軍指揮司令部の隷下に入る。また短期間であったが第30工兵旅団が2002年まで師団におかれる。こののち師団は以下のようになる。
- 師団司令部中隊
- 第14装甲旅団
- 第21装甲旅団
- 第820通信大隊
- 第5装甲偵察大隊
- 第7軍楽隊

第19装甲擲弾兵旅団は2002年に解散され、第7装甲師団は緊急展開師団としてNATO多国籍即応軍団に割り当てられ、シュヴェトスゾウ（pl:Świętoszów）のポーランド陸軍第10機甲騎兵旅団と共にあった。

### 2006年復員
2006年6月13日に師団は最後の体制をむかえ同月30日に解散される。師団司令部はデュッセルドルフで最後をむかえる。隷下部隊は解散や再編成がなされた。第14装甲旅団は再編成されて航空機動作戦師団に、第21装甲旅団は介入師団 / 第1装甲師団に割り当てられる。東西対立が続いていた1980年代には約27,000人いた兵員も冷戦後は約10,000人規模にまで縮小されていた。師団の伝統は第21装甲旅団に継承され、収集された軍事史料「リッペシュ・ローザ（Lippische Rose）」がアウグストドルフに所在するロンメル元帥兵舎に提供された。

### 実働任務
最初の国外派遣任務は第二次国際連合ソマリア活動で師団隷下の29個部隊から人員約70名が派遣された。1996年からIFORに約2,000人が派遣される。1996年と1997年のSFORの任務に参加する。1999年6月には第33戦車大隊から214人がコソボに派遣され、2000年から2001年にかけてのKFORに参加する。2003年5月にはアフガニスタンのISAFに参加。師団はほかにスーダンでの視察団にも参加する。2005年9月から欧州連合部隊に参加し、KFORとISAFに関わる。2006年3月に帰国し師団の解散準備任務に移り、師団は解散する。

## 歴代師団長
| 代 | 氏名                                                                                                  | 着任          | 離任          |
| -- | --- | ------------- | ------------- |
| 1  | ヴィリー・マンタイ陸軍少将 Willi Mantey                                                               | 1958年6月1日  | 1963年3月31日 |
| 2  | ユルゲン・ベンネッケ陸軍少将 de:Jürgen Bennecke                                                       | 1963年4月1日  | 1964年9月30日 |
| 3  | ヘルベルト・ライデル陸軍少将 Herbert Reidel                                                           | 1964年10月1日 | 1966年9月30日 |
| 4  | カール＝テオドール・モリナリ陸軍少将 de:Karl-Theodor Molinari                                         | 1966年10月1日 | 1969年9月30日 |
| 5  | アイケ・ミッドルドフ陸軍少将 Eike Middeldorf                                                          | 1969年10月1日 | 1971年4月7日  |
| 6  | ヘルマン・ブッシュリブ陸軍少将 Hermann Büschleb                                                       | 1971年4月8日  | 1971年6月2日  |
| 7  | エーベルハルト・ヴァグマン陸軍少将 Eberhard Wagemann                                                  | 1971年6月3日  | 1974年6月30日 |
| 8  | フェルディナント・フォン・ゼンガー・ウント・エッターリン陸軍少将 de:Ferdinand von Senger und Etterlin | 1974年7月1日  | 1978年3月31日 |
| 9  | ゴットフリート・グライナー陸軍少将 Gottfried Greiner                                                  | 1978年4月1日  | 1980年3月31日 |
| 10 | ホルスト・フリッキンガー陸軍少将 Horst Frickinger                                                     | 1980年4月1日  | 1981年9月30日 |
| 11 | カール・エーリッヒ・ディードリッシュ陸軍少将 Karl Erich Diedrichs                                     | 1981年10月1日 | 1984年3月31日 |
| 12 | ヨルン・ズィダー陸軍少将 Jörn Söder                                                                   | 1984年4月1日  | 1986年3月31日 |
| 13 | ベルント・クルーグ陸軍少将 Bernd Klug                                                                 | 1986年4月1日  | 1990年9月30日 |
| 14 | ヘルムート・ヴィルマン陸軍少将 de:Helmut Willmann                                                     | 1990年10月1日 | 1993年3月31日 |
| 15 | ゲッツ・グリーメロート陸軍少将 Götz Gliemeroth                                                        | 1993年4月1日  | 1996年9月30日 |
| 16 | ゲルト・グーデア陸軍少将 de:Gert Gudera                                                               | 1996年10月1日 | 2000年6月30日 |
| 17 | ユルゲン・ルーヴェ陸軍少将 de:Jürgen Ruwe                                                             | 2000年7月1日  | 2003年        |
| 18 | ヴォルフ＝ヨアヒム・クラウス陸軍少将 de:Wolf-Joachim Clauß                                            | 2003年10月1日 | 2006年9月30日 |